# Gazdasági Főtanács
A Gazdasági Főtanács közvetlenül  a második világháború után, rövid ideig fennállt kormányszerv volt Magyarországon. A gazdaság irányítására és az újjáépítés összehangolására hozták létre. 1945. november 24. és 1949. november 2. között működött. 

## Története
Közvetlenül  a második világháború után e csúcsszervnek  miniszterelnöki rendelettel való  létrehozását a nehéz gazdasági helyzeten túl  a koalíción belül a kommunista pártnak az erőkoncentrációs törekvése is motiválta. A három tagból álló testület elnöke Tildy Zoltán miniszterelnök, további tagjai megalakulásakor Bán Antal iparügyi miniszter és Gerő Ernő közlekedésügyi miniszter voltak. (Munkájában 1946-tól a közellátási és pénzügyminiszter is részt vett.) A kötött gazdálkodási rendszer bevezetésének eszközeivel rendelkezett: önálló rendeletalkotási jogköre volt a nyersanyagtermelés, az energia- és élelmiszer-ellátás, a pénzgazdálkodás, az export-import szabályozása és a háborús jóvátétel területén. Hatáskörébe tartozott a pénz- és anyaggazdálkodás irányítása mellett az árak és bérek szabályozása is. Operatív szerve a Titkárság volt, amely a kommunista Vas Zoltán főtitkár vezetése alatt állt.  A Gazdasági Főtanács főtitikárának rendeleteit a Magyar Közlönyben hirdették meg. 
A Gazdasági Főtanácsot 1949-ben szüntették meg. Hatásköreinek jelentős részét az Országos Tervhivatal és az akkoriban újonnan megszervezett Népgazdasági Tanács vette át.